# Боксерський бинт

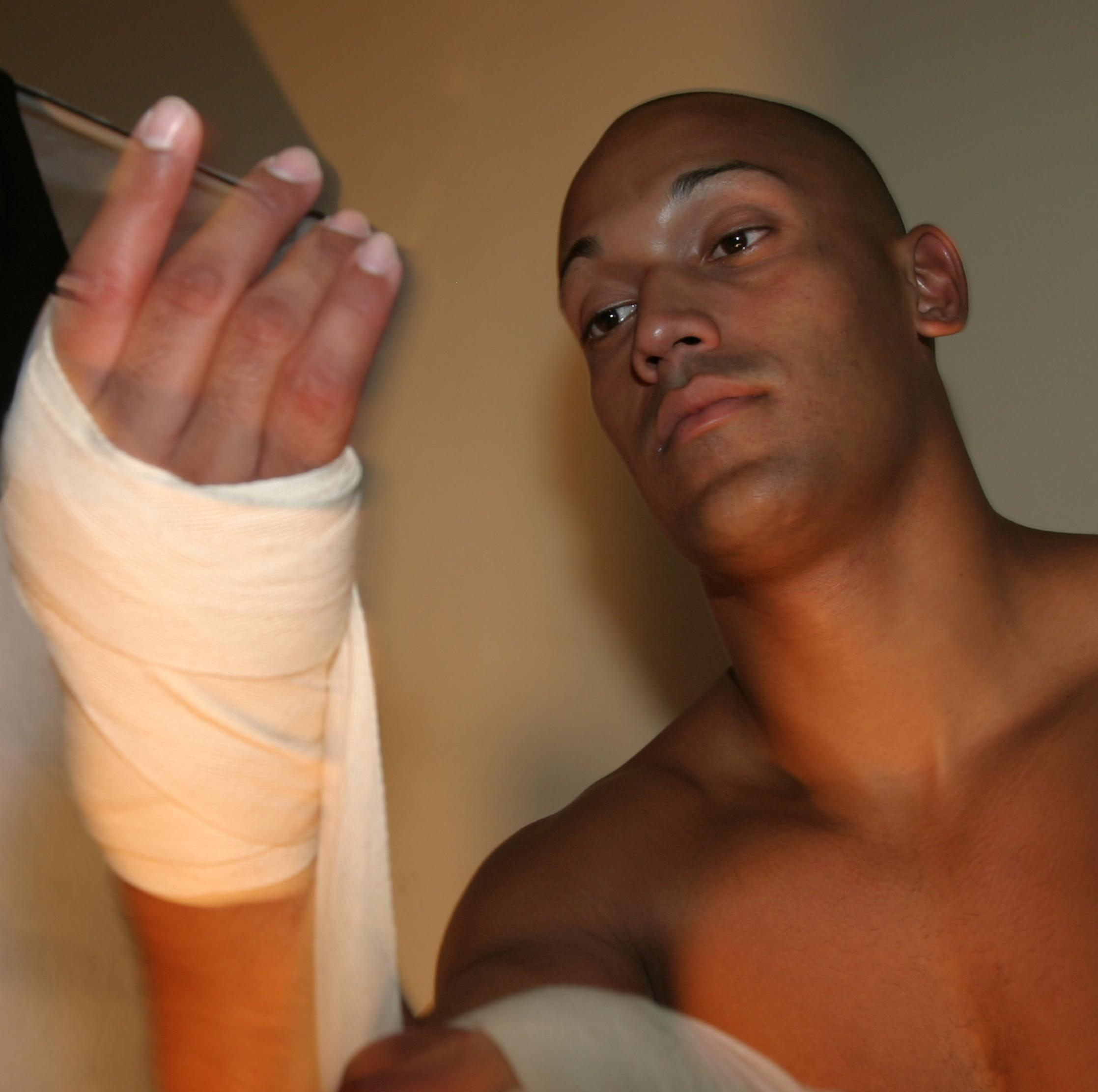
Бинти, виготовлені з газу надягають під рукавички для фіксації зап'ястя та суглобів пальців.

Боксерський бинт або Кумпур[джерело?] — смуга тканини, яку боксери і представники інших спортивних єдиноборств використовують для того, щоб запобігти травми зап'ястя, кулаку та пальців. Крім цього, бинт фіксує суглоби пальців в одну лінію, тим самим надаючи удару додаткової силу. Також він вбирає піт, збільшуючи термін придатності рукавичок.
Кисть складається з безлічі дрібних і досить крихких кісток, рухливість яких забезпечується суглобами. При ударі ці кістки і суглоби амортизують, приймаючи на себе частину енергії, призначеної супротивнику або боксерському мішку. За рахунок цього втрачається частина жорсткості і сили удару, а рука може отримати достатньо серйозну травму — перелом чи вивих. Недолік техніки може призвести і до того, що кулак зіткнеться з метою під неправильним кутом, а це може привести до пошкодження променево-зап'ясткового суглобу. Якщо намотати боксерські бинти, то кістки і суглоби оточенно тканинно фіксуючим захистом — зазор між кістками, а відповідно і ефект амортизації зменшиться, а суглоби будуть обмежені в русі.
Бинт дає змогу уникнути ряду травм, знайомих більшості боксерів. Приміром, у разі неправильного удару, він фіксує суглоб зап'ястя, тримаючи його в правильному положенні. Також бинт закріплює великий палець до кулака, що знижує можливість отримати розтягнення або тріщину. Дуже важливо, що він захищає кістки, запобігаючи перелому першої п'ясткової кістки, який вважається професійною травмою боксерів.
Залежно від ситуації кожен боксер або тренер може використовувати різні методи обмотування рук. Кожен з них має свої особливості: один забезпечує хорошу фіксацію зап'ястя, інший — відмінно захищає «кісточки», третій зручний невеликим розміром. Іноді навіть один шар матеріалу, намотаний на руку, забезпечує захист і стабільне положення руки в рукавичці. Правила змагань можуть обмежувати розмір бинтів і матеріал, з якого вони виготовлені.
На тренуваннях один і той же бинт може використовуватися багаторазово. Як правило, за винятком мексиканського варіанту, боксерські бинти не еластичні. Розмір бинтів може варіюватися залежно від правил, особистих уподобань, розміру руки і розміру рукавички.
Альтернативою боксерським бинтам можуть бути спеціальні рукавички з відкритими пальцями, вдягнуті під стандартні рукавички. Такі рукавички економлять час (адже бинт потрібно намотувати), але вони менш ефективні.